# Harris (Iowa)
Harris é uma pessoa localizada no estado americano de Iowa, no Condado de Osceola.

## Demografia
Segundo o censo americano de 2000, a sua população era de 200 habitantes.
Em 2006, foi estimada uma população de 185, um decréscimo de 15 (-7.5%).

## Geografia
De acordo com o United States Census Bureau tem uma área de
2,1 km², dos quais 2,1 km² cobertos por terra e 0,0 km² cobertos por água. Harris localiza-se a aproximadamente 473 m acima do nível do mar.

## Localidades na vizinhança
O diagrama seguinte representa as localidades num raio de 24 km ao redor de Harris.